# گمینا سولتس ناد ویسوان
گمینا سولتس ناد ویسوان (به لهستانی:  Gmina Solec nad Wisłą) یک گمینا در لهستان است که در شهرستان لیپسکو واقع شده‌است. گمینا سولتس ناد ویسوان ۱۳۷٫۴۱ کیلومتر مربع مساحت و ۵٬۶۳۳ نفر جمعیت دارد.